# Споразум у Збориву
Споразум у Збориву закључен је 17. августа 1649, након Битке код Зборива, представља низ привилегија које је краљ Јан II Казимир дао Запорошким козацима, чиме је окончана прва фаза устанка Богдана Хмељницког.
По уговору, Пољско-Литванска унија се обавезала:
- у 3 украјинске војводине (Кијев, Брацлав и Черњигов) власт ће вршити само православна властела (тј. козачке старешине). Тако је формирана аутономна козачка држава у Украјини, Козачки Хетманат (званично-Запорошка војска).
- козачки регистар (списак редовних козака) повећан је са 6.000 на 40.000.
- забрањује се повратак пољске војске, Јевреја, унијатског свештенства и Језуита у Украјину.[2]
- краљ потврђује Богдана Хмељницког као хетмана Запорошке војске.
- православни кијевски митрополит добија место у Сенату.[1]
- град Чигрин даје се заповеднику Запорошке војске.
- Татарима се дозвољава да опљачкају Подолију на повратку на Крим.
- 200.000 талира даје се као откуп кримском хану.
- свим устаницима даје се амнестија.

### Последице
Мада је привремено прекинуо рат, овај споразум никада није у потпуности примењен. Са пољске стране, против споразума устали су католичка црква и разбаштињена властела и великаши који су изгубили поседе у Украјини, предвођени Јеремијом Вишњовјецким и литванским великим хетманом Јанушом Рађивилом. Са козачке стране, Хмељницки није могао да врати побуњене сељаке и нерегистроване козаке у положај кметова, тако да је рат настављен у пролеће 1651.